# Microregione di Tarauacá
Tarauacá è una microregione dello Stato dell'Acre in Brasile, appartenente alla mesoregione di Vale do Juruá.

## Comuni
Comprende 3 comuni:
- Feijó
- Jordão
- Tarauacá